# Alphonse C.Ch.G. van Hemert

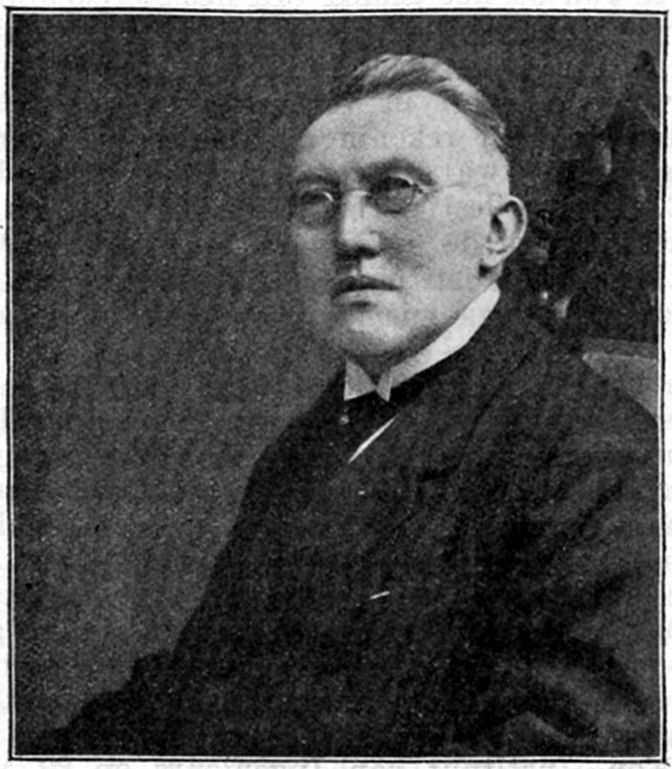
Dr. ir. A. C. C. G. van Hemert

Alphonse Constant Charles Godefridus van Hemert (Den Bosch, 30 januari 1857 - Den Haag, 24 oktober 1926) was een Nederlands waterbouwkundig ingenieur. Hij was oprichter en oud-directeur van de Hollandsche Maatschappij tot het maken van werken in Gewapend Beton en van de Hollandsche Aanneming Maatschappij.

## Opleiding en eerste werkkringen
Na het lager en middelbaar onderwijs te hebben doorlopen in Den Bosch, werd van Hemert in 1874 ingeschreven als student aan de Polytechnische School te Delft, waar hij in 1878 het diploma van civiel ingenieur behaalde.
Zijn eerste baan was chef van een waarnemingsploeg bij de nauwkeurigheidswaterpassing, onder leiding van prof. Cohen Stuart, waarna op 21 oktober 1878 zijn benoeming volgde tot buitengewoon opzichter van de Rijkswaterstaat, en wel bij de dienst van de Rotterdamse Waterweg met Hoek van Holland als standplaats. Hij was hier verantwoordelijk voor stroom- en debietmetingen. Tijdgenoten verhalen er van, hoe reeds toen Van Hemert heel bekwaam was bij deze metingen. Per 1 maart 1879 kwam hij bij de opname voor de rivier- en waterstaatskaarten.

## Docent bij de Koninklijke Militaire Academie
Op 1 september 1880 werd van Hemert benoemd tot leraar aan de Koninklijke Militaire Academie te Breda. Daar doceerde hij stereometrie en goniometrie, beschrijvende meetkunde en de beginselen der hogere algebra, bolvormige driehoeksmeting en analytische meetkunde aan de cadetten van de artillerie en genie.
In 1883 ging hij lesgeven in landmeten en waterpassen aan de geniecadetten, en ook in de toegepaste mechanica, hydraulica en geodesie aan de 2de luitenants der Genie op de 1ste afdeling van de krijgsschool te Breda. Hij werd door de leerlingen zeer gewaardeerd, met name als mens.
In zijn Bredase tijd was hij vanaf 1892 ook beherend vennoot van de ijzergieterij Marijnen in Breda, vermoedelijk ontwikkelde zich daarbij reeds zijn zin voor het commerciële.
In zijn tijd als docent bewerkte Van Hemert met zijn collega in het landmeten en waterpassen, de luitenant der Genie Nobel, een herdruk van Schols' Landmeten en Waterpassen. Zij verzorgden de 7e en 8e druk in 1899 en 1900.
Voorts schreef hij het bekende Leerboek der toegepaste Mechanica, het eerste Nederlandstalige leerboek over dit onderwerp. Dit werk is verschenen in verschillende delen, deel 1, eerste afdeling gaat over "de elasticiteit en vastheid van balken en staven". De tweede afdeling gaat over "de hout- en ijzerconstructies" en verscheen in 1897. De derde afdeling zou gaan over "steen en ijzer beton constructies", maar dat deel is nooit verschenen. Deze boeken zijn in de vakpers geprezen met name omdat deze werken de stof behandelden op een manier die ook nog niet in het buitenland bekend was. Heel belangrijk was de bespreking van de elasticiteit van bouwconstructies.

### Publicaties uit zijn Bredase periode
Publicaties van Van Hemert in De Ingenieur:
- Bepaling van het samendrukkingsdiagram uit doorbuigingsproeven.[4]
- Spanningstoestand van een staaf, die een blijvende doorbuiging heeft ondergaan.[5]
- 1890, blz 141: Grens van veerkracht voor samendrukking.[6]

Publicaties van Van Hemert in de Verhandelingen van het KIvI,:
- 1893/1894: Bijdrage tot de berekening van de secundaire spanningen, die door de langsdragers in de hoofd- en dwarsdragers van ijzeren vakwerkbruggen worden opgewekt.

In de publicatie over spanningen in vakwerkliggers gaf hij er blijk van een der beste theoretici te zijn op het gebied van brugberekeningen. Hierin worden formules opgesteld voor de berekening van de secundaire spanningen, die in de dwarsdragers worden opgewekt door het verschil in verlenging van onderranden en langsdragers, waarbij rekening gehouden wordt met de aard van de bevestiging van de dwarsdragers aan de onderranden.

## Polemiek over bruggen
Ir. N. C. Kist, een medewerker va de dienst voor het rijkstoezicht op de spoorwegen, had op 9 november 1897 voor het Koninklijk Instituut van Ingenieurs een voordracht gehouden over "het waarnemen van spanningen in spoorwegbruggen". Hij ging daarbij uit van de stelling, dat het in de meeste gevallen ondoenlijk is de spanningen met een enigszins voldoende graad van nauwkeurigheid door berekening te vinden.

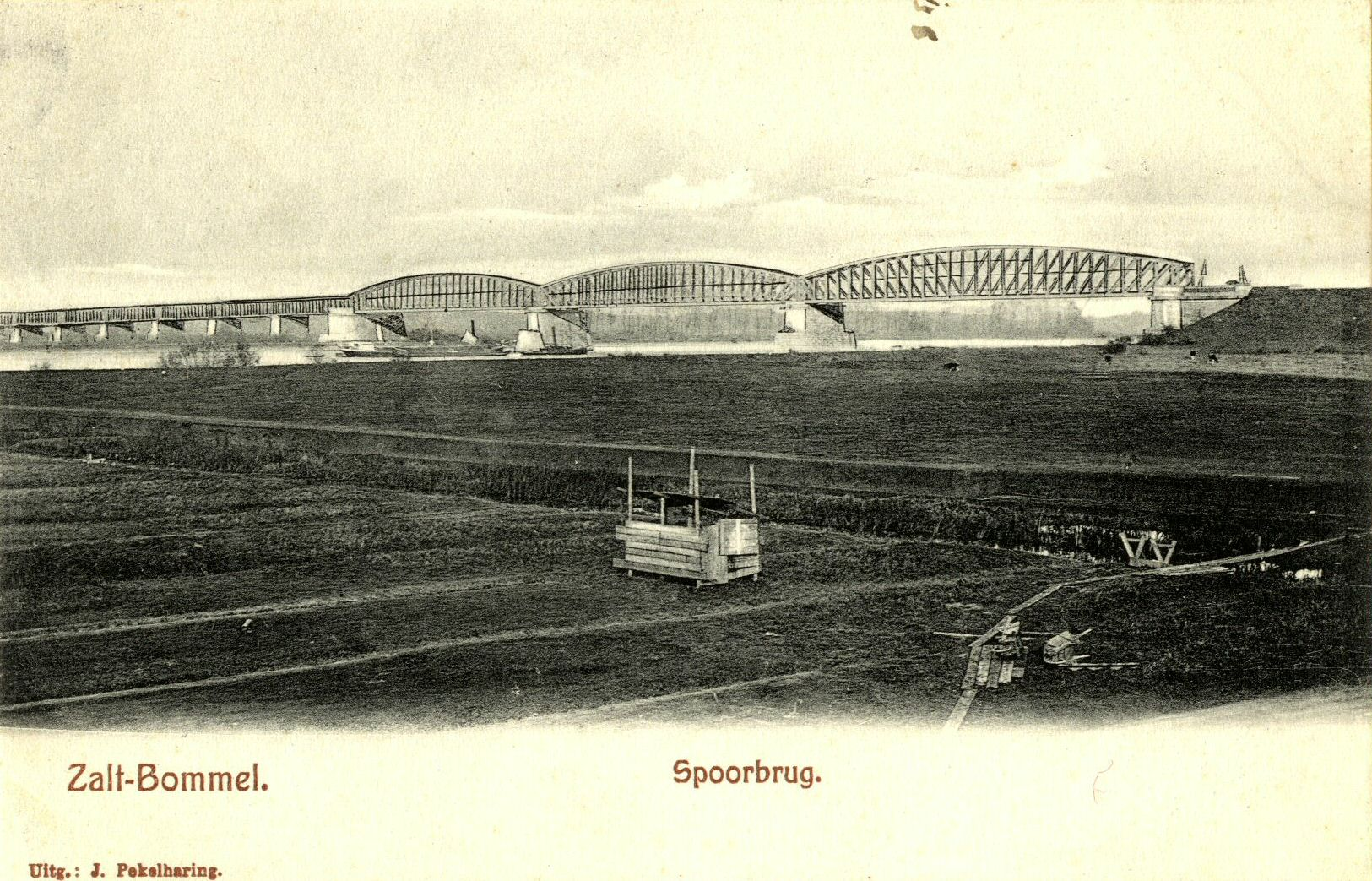
Gezicht op de spoorbrug over de Waal bij Zaltbommel (1908)

Als voorbeeld van de juistheid van deze stelling wees ir. Kist onder andere op de uitkomsten van de berekening van de spanningen in het middengedeelte van de dwarsdragers van de bruggen bij Zaltbommel en Moerdijk, waarbij slechts rekening was gehouden met de verticale buigingen, en de grote verschillen met de gemeten spanningen met spanningsmeters.
In zijn voordracht voor dit instituut op 29 maart 1898, met als titel "Over theorie en waarneming bij het onderzoek van spoorwegbruggen", had van Hemert commentaar op het verhaal van ir. Kist. Hij was van mening dat ir. Kist een te ongunstige voorstelling had gegeven van de theoretische berekeningen. Hij stelde daartegenover, dat de theorie met de hulpmiddelen die ten tijde het ontwerp van beide bruggen beschikbaar was, de ontwerpers in staat had gesteld om de grenzen van de voornaamste spanningen te bepalen. Van Hemert bewees dit door een herberekening van het door ir. Kist aangehaalde voorbeeld. De daarbij verkregen spanningen verschillen betrekkelijk weinig van de gemeten spanningen.
In juni van dat jaar volgde in een volgende vergadering van het instituut een discussie met de irs. Kist en Schroeder van der Kolk. Het slotwoord van de voorzitter, ir. Conrad, was tevens een woord van hulde. Het luidde: "Uit de voordracht die gehouden is, en uit de discussies meen ik te mogen concludeeren, dat als de hechtheid onzer spoorwegbruggen de aandacht trekt van mannen als Van Hemert en onder toezicht staat van mannen als Schroeder van der Kolk en Kist, wij ons over de toekomst onzer spoorwegbruggen niet behoeven ongerust te maken".

## Het Hofpleinlijnviaduct

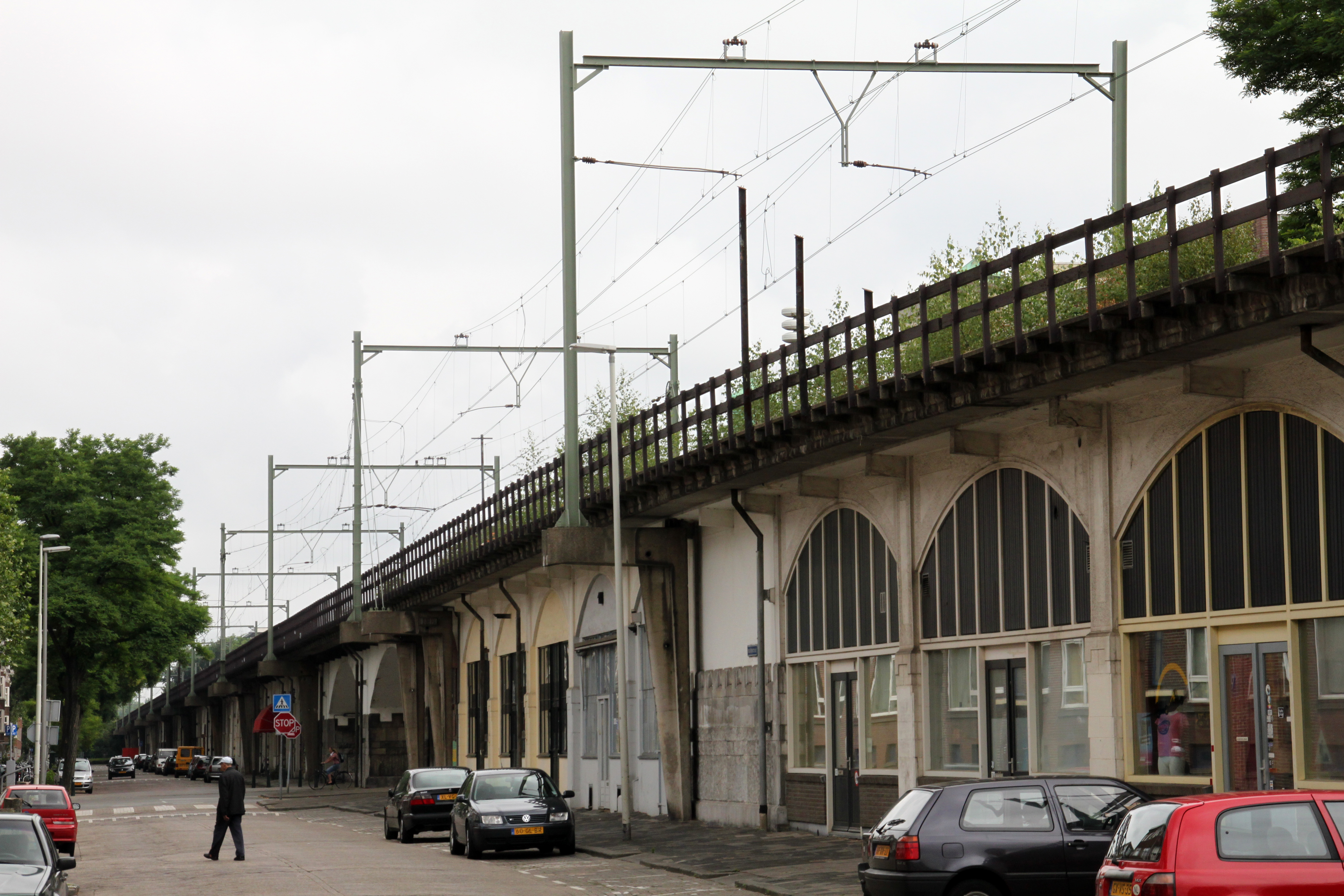
Het viaduct in 2010

De grote wending in Van Hemerts leven werd veroorzaakt, doordat de directie van  de Zuid-Hollandsche Electrische Spoorweg-Maatschappij  hem in 1900 raadpleegde bij de keuze van een ontwerp voor het grote viaduct (het Hofpleinlijnviaduct) dat deze spoorweg van het Hofplein te Rotterdam tot ver buiten de bebouwde kom zou moeten voeren en uiteindelijk naar Scheveningen. Er was in Rotterdam ervaring met een luchtspoor, dat liep van de Maasbruggen naar het toenmalige station Delftse Poort, maar dat vrijwel geheel in ijzer was uitgevoerd. De strijd ging tussen ijzer en gewapend beton, een materiaal dat toenmaals in ons land nog weinig of geen toepassing had gevonden, althans niet op enigszins grote schaal, en waarin de bekende Franse constructeur Hennebique een ontwerp voor het genoemde viaduct had aangeboden. Aan Van Hemert werd opgedragen het 4de Congrès du Béton Armé, Parijs 1900, bij te wonen, om zich een zelfstandig oordeel te vormen en een rapport uit te brengen over de eigenschappen van dit materiaal.
Alhoewel dit oordeel in het algemeen gunstig was, durfde hij toch niet zonder meer te adviseren om Hennebique’s ontwerp te aanvaarden omdat Hennebique naar mening van Van Hemert onvoldoende gegevens had verstrekt. Verdere studie en de resultaten van een grote reeks eigen proeven die hij in Breda gedaan had, waren aanleiding dat de Zuid-Hollandsche Electrische Spoorwegmaatschappij Van Hemert opdracht gaf tot het maken van een eigen ontwerp.

## De Hollandsche Maatschappij tot het maken van werken in Gewapend Beton
In die dagen (1901) ontstond het denkbeeld van de oprichting van een naamloze vennootschap voor het uitvoeren van betonwerken, welk denkbeeld Van Hemert in samenwerking met enige mede-oprichters verwezenlijkt heeft. Hij nam ontslag als docent aan de academie en trad in januari 1902 op als directeur van de "Hollandsche Maatschappij tot het maken van werken in Gewapend Beton" te 's-Gravenhage, waarvan de statuten zijn gepubliceerd in de Ned. Staatscourant van 30 januari 1902. voor deze stap was durf en zelfverzekerdheid nodig, want hij had een goede baan met aanzien.
Een belangrijke factor voor het succes van deze jonge maatschappij is de grote bekendheid van Van Hemerts naam als betrouwbaar theoreticus geweest, waar hij een reputatie van praktisch zakenman aan zou weten toe te voegen. Het vertrouwen, dat Van Hemert in de technische wereld genoot, is baanbrekend geweest voor de toepassing van het gewapend beton in Nederland.
Daarnaast was hard werken nodig om de aanvankelijk op bescheiden schaal opgezette vennootschap tot bloei te brengen. Ook aan publiciteit liet Van Hemert het toen niet ontbreken, zowel wat de theorie als de praktische resultaten betreft. Naar aanleiding van een artikel van kapitein der Genie P.A.M. Hackstroh ontwikkelde zich in De Ingenieur een schriftelijke polemiek over "de betrouwbaarheid van betonijzer-constructies". Hij geeft daarin onder meer een beschrijving van tal van door hem verrichte proeven en onderzoeken. Ook zijn lezing voor het KIvI met als titel "Een onderzoek naar de eigenschappen van gewapend beton" en de daaropvolgende discussie  waren goede publiciteit voor gewapend beton, en dus ook voor de maatschappij van Van Hemert.
Omdat de naam van de maatschappij wat lang was, werd het bedrijf in de wandeling "Hollandsche Beton Maatschappij" genoemd, vanaf 1928 werd deze naam ook officieel gebruikt.

### Publicaties uit de begintijd van de maatschappij
- Werken bij Leidschendam voor de ZHESM - De Ingenieur 1904, nr 2, blz 20
- De beproeving van de wegbrug over de spoorlijn Nijmegen-‘s-Hertogenbosch - De Ingenieur 1904, nr 12
- De beproeving van spoorviaduct van de Hofpleinlijn in Rotterdam - De Ingenieur 1908, nr 2 (zie hiervoor ook het artikel van A.J.A. Braak in De Ingenieur 1907, nr 45)

## Chili

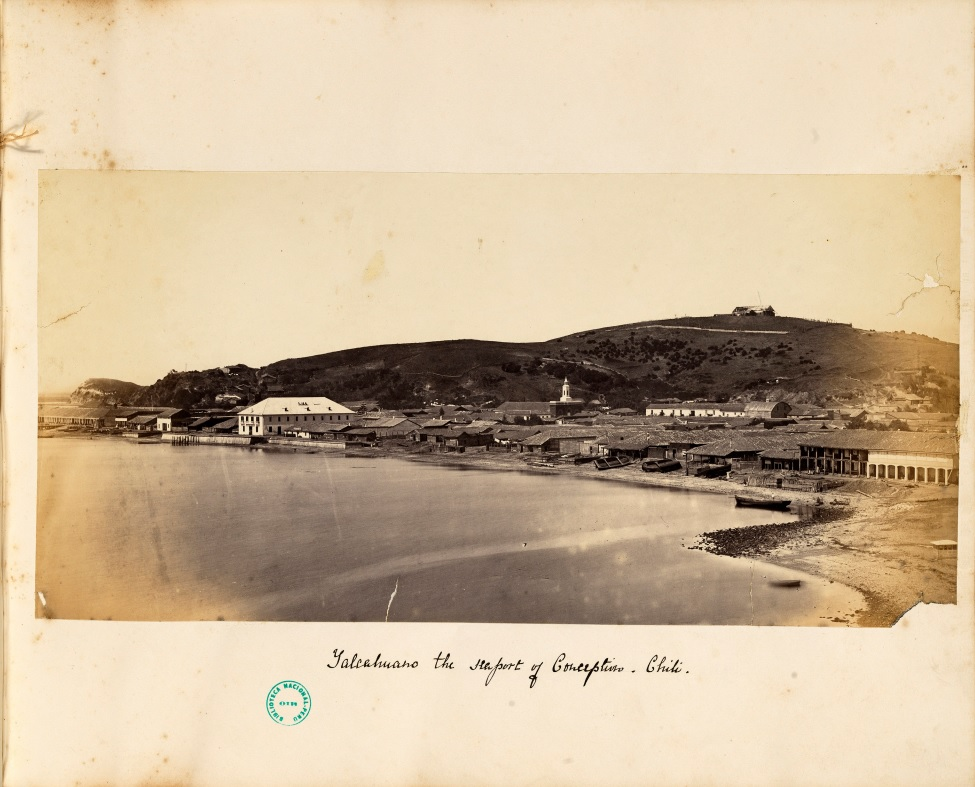
De haven zoals die er voor het bezoek van Van Hemert uit zag

Tekenend voor Van Hemerts ondernemingsgeest is het, dat hij al in 1904, twee en een half jaar na de oprichting van zijn nog betrekkelijk kleine onderneming, de moed had om twee ingenieurs naar Chili te zenden met de opdracht om te proberen in dat land opdrachten te vinden. Aanleiding hiertoe was de aanbesteding van enige belangrijke werken voor de oorlogshaven van Talcahuano, waar voor de kademuren en golfbrekers een ruime en interessante toepassing van gewapend beton was voorgeschreven. Toen het lukte een opdracht voor een deel van deze werken in handen te krijgen was daarmede het bijkantoor Chili van de Hollandsche Beton Maatschappij gevormd. Heel wat werken zijn door dit bureau in de loop der jaren tot stand gebracht, zoals een kade in het Chileense Valparaíso, waarbij caissonbouw werd toegepast, wat omstreeks 1904 nogal wat aandacht trok. Tot de belangrijke werken zijn verder een brug over de Estero de Vifia del Mar en een zeer groot complex dienstgebouwen voor de Chileense Staatsspoorwegen te San Bemardo.
Inmiddels had in 1911 de aanbesteding plaats gehad voor de havenwerken van San Antonio, als gevolg waarvan door het Chileense Gouvernement aan de Beton-Maatschappij, in samenwerking met de Franse aannemer A. Galtiee, de opdracht tot uitvoering werd verleend. De financiering van dit miljoenenwerk werd verzorgd door de speciaal hiervoor opgerichte "Société Franco-Néerlandaise'de travaux publiés". Van deze te Parijs gevestigde maatschappij was Van Hemert een van de commissarissen.

## Tanjung Priok
Intussen richtte Van Hemert zijn blik ook naar andere oorden. In 1910 besloot hij tot de stichting van een Indisch kantoor te Weltevreden, dat begon als klein kantoortje maar behoorlijk groeide en een belangrijk onderdeel van het bedrijf werd. Er zijn nogal wat werken in Nederlands-Indië uitgevoerd. Het belangrijkste werk was de bouw en de plaatsing van de kademuurcaissons voor de achtereenvolgende uitbreidingen van de binnenhavens van Tanjung Priok in het toenmalige Nederlands-Indië.

## De Hollandsche Aannemings Maatschappij
Van Hemert was in 1909 een van de trekkers van de joint-venture tussen de Hollandsche Beton Maatschappij met de firma G.A. van Hattem te Sliedrecht (naar aanleiding van de aanbesteding van een kanaalwerk in België, die de combinatie overigens niet kreeg). De combinatie kreeg de naam Hollandsche Aanneming Maatschappij. Maar in 1911 werd deze vennootschap hervormd en uitgebreid met het oog op de havenwerken van Soerabaja. Van deze maatschappij, die de opdracht voor de uitvoering van deze werken en van latere uitbreidingswerken (baggerwerk zowel als kademuurbouw) van het Gouvernement van Nederlands-Indië mocht verwerven, was Van Hemert lid van de directie.
Van algemene bekendheid zijn de belangrijke werken, welke door de HAM zijn uitgevoerd, voornamelijk in Soerabaja, maar ook in Tanjung Priok (en later in Walvisbaai (Namibië) en elders). Er zijn herhaaldelijk ernstige moeilijkheden gerezen in verband met de uitvoering van deze havenwerken, moeilijkheden welke Van Hemert veel tijd, moeite en zorgen hebben gekost.

## Zakelijke conflicten
Om dit op te lossen heeft hij verschillende reizen heeft hij gemaakt. Driemaal ging hij daarvoor naar Nederlands-Indië om zijn persoonlijke invloed te doen gelden of het contact met de leiders daar te bevestigen. De eerste maal in het eind van 1912 wegens een geschil met de dienst der Burgerlijke en Openbare Werken inzake de constructie der kademuurcaissons.
Van Hemert ging nogmaals naar Indië in den zomer van 1914, toen de Indische havencommissie, bestaande uit de irs. Lambrechtsen van Ritthem, Van Elzelingen (hoofdingenieur van de provinciale Waterstaat in Zuid-Holland ) en Coon daarheen vertrok met de opdracht, de regering van advies te dienen ten aanzien van moeilijkheden, welke gerezen waren tussen de koloniale regering en verschillende aannemers van openbare werken, onder andere de HAM.
Zijn derde reis was van later datum; deze had plaats in de zomer van 1922, toen een verschil van opvatting tussen het koloniaal bestuur en de HAM inzake de stopzetting van havenwerken te Soerabaja en Tandjong Priok zulke afmetingen begon aan te nemen, wat uiteindelijk leidde tot langdurige arbitragezaken.

## Argentinië
Na zijn bezoek in 1916 aan de werken van San Antonio in Chili bracht Van Hemert ook een bezoek aan Argentinië. Daar was toen de zetel gevestigd van de "Compailia Constructora General", een joint-venture van de Hollandsche Beton Maatschappij en de Allgemeine Hochbau Gesellschaft te Düsseldorf, en waarvan Van Hemert commissaris was. Deze onderneming heeft geen geluk gehad: juist toen haar bureau te Buenos Aires goed en wel was geïnstalleerd, brak de Eerste Wereldoorlog uit, ten gevolge waarvan geen lonend werk kon worden gevonden, zodat na een paar jaar werken werd besloten deze zaak te liquideren.

## Overige functies
Gedurende al deze jaren werd Van Hemerts advies of samenwerking in velerlei andere zaken gevraagd. In 1897 en 1899 was hij lid van de Delftse eindexamencommissie. In 1906 werd hij benoemd in de eerste commissie voor de gewapend beton-voorschriften van het Koninklijk Instituut van Ingenieurs en in de door B. en W. van Amsterdam ingestelde "commissie tot onderzoek naar den toestand van de Amsterdamsche Koopmansbeurs". Vanaf 1914 was hij commissaris van de Noorse gasmaatschappij, van 1917 tot 1925 president-commissaris van de maatschappij "De Bijland". Vanaf de oprichting van de Koninklijke Nederlandse Hoogovens en Staalfabrieken was hij lid van de raad van commissarissen van deze onderneming. Ook is hij commissaris geweest van de Indische Teak- en Hardhouthandel.

## Erkenning
Hij had hoogleraar aan de TU Delft kunnen worden, maar hij had meer belangstelling voor het werk in het bedrijfsleven. In 1912 volgde zijn benoeming tot lid van de Koninklijke Academie van Wetenschappen, voor dit lidmaatschap heeft hij in 1923 bedankt, daar zijn drukke werkzaamheden hem geen tijd lieten om bij te dragen tot het werk van deze wetenschappelijke instelling.
Op 8 januari 1917 werd hij benoemd tot doctor honoris causa in de Technische Wetenschap aan de Technische Hogeschool. Ook was Van Hemert lid van het Bataafs Genootschap der Proefondervindelijke Wijsbegeerte, terwijl hij bij Koninklijk besluit van 27 augustus 1921 werd benoemd tot ridder in de Orde van de Nederlandse Leeuw.
In het voorjaar van 1924 ging hij met pensioen. Hij trad af als directeur van zijn maatschappijen, maar bleef als belangstellend commissaris tot aan zijn dood daaraan verbonden.
- Biografisch Portaal: 89039722